# Pembroke (Ontário)

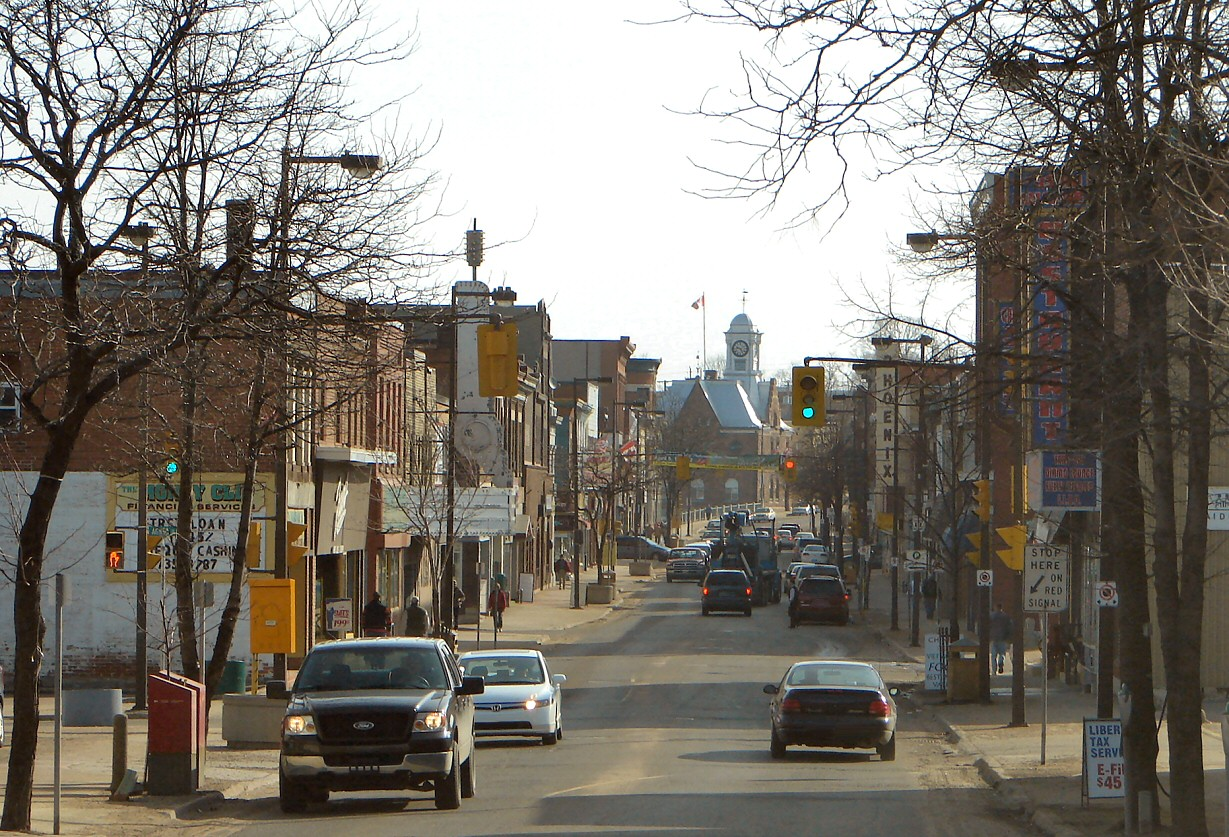
Rua principal

Pembroke é uma cidade do Canadá, província de Ontário. Está localizado às margens do Rio Ottawa. Seu apelido é Hockey Town Canada. Sua população é de aproximadamente 14 700 habitantes. É a capital do Condado de Renfrew, embora esta não tenha nenhum poder sobre a cidade, fazendo de Pembroke de facto uma cidade independente.